# Pôle d'Orly

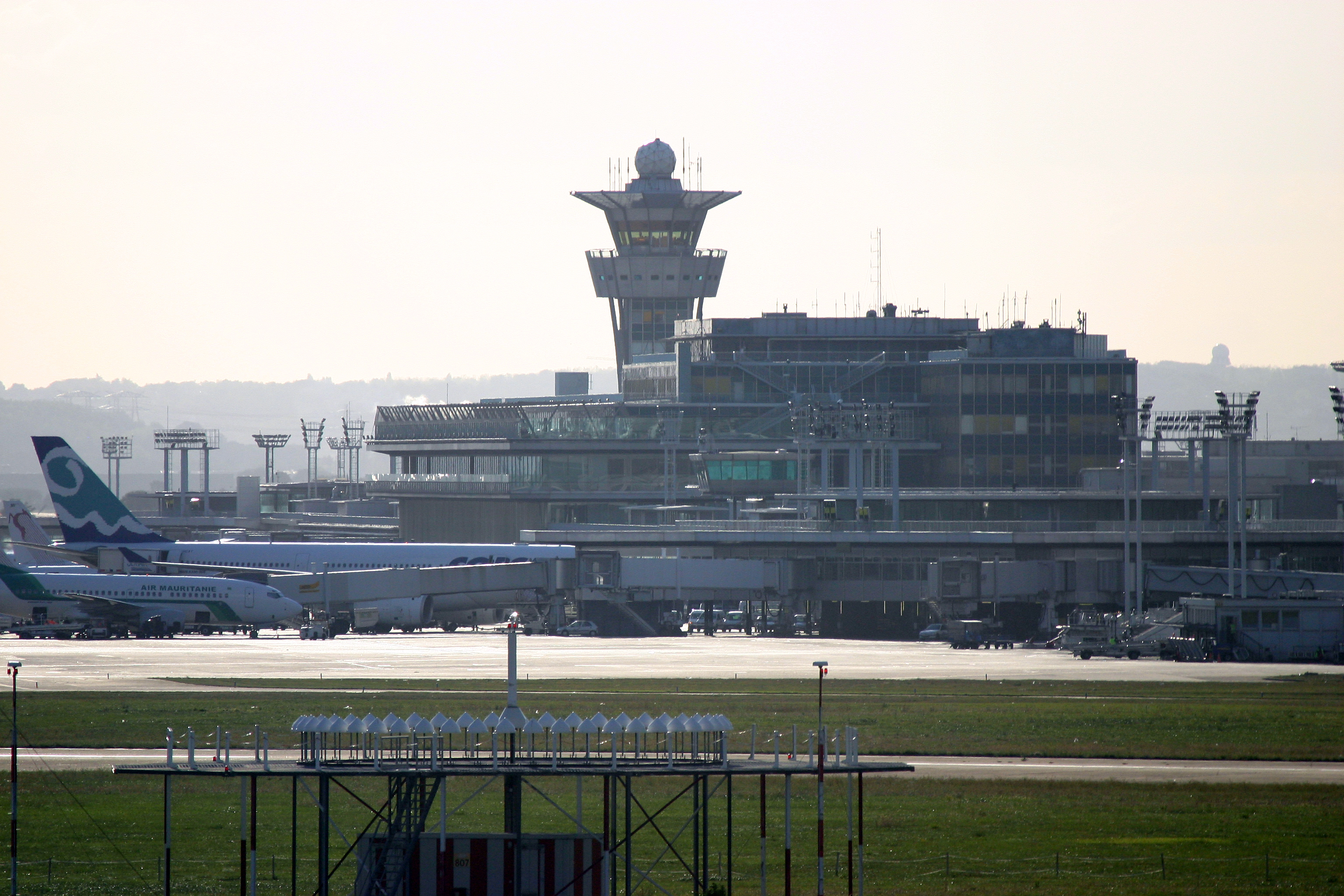
L'aéroport Paris-Orly fait partie du pôle d'Orly.

Le pôle d'Orly est le premier pôle économique du sud de l'Île-de-France.
Créé en 2005, il est réparti sur 8 000 ha de quatorze communes de l'Essonne (Athis-Mons, Paray-Vieille-Poste, Morangis, Chilly-Mazarin, Massy et Wissous) et du Val-de-Marne (Chevilly-Larue, Fresnes, Rungis, Thiais, Orly, Choisy-le-Roi, Villeneuve-le-Roi et Ablon-sur-Seine).
Il compte plus de 15 000 entreprises et 155 000 salariés, notamment dans les secteurs aérien et aéronautique (Aéroport Paris-Orly), l'agroalimentaire (Marché international de Rungis), les services opérationnels, les transports et le commerce de gros.
Le pôle est desservi par plusieurs lignes RER (B, C et D) et autoroutes (A6, A10, A86).
Deux opérations d'intérêt national (Plateau de Saclay et Orly Seine Amont) sont compris dans ce pôle.